# Spintharus
Genre
Spintharus est un genre d'araignées aranéomorphes de la famille des Theridiidae.

## Distribution
Les espèces de ce genre se rencontrent en Amérique.

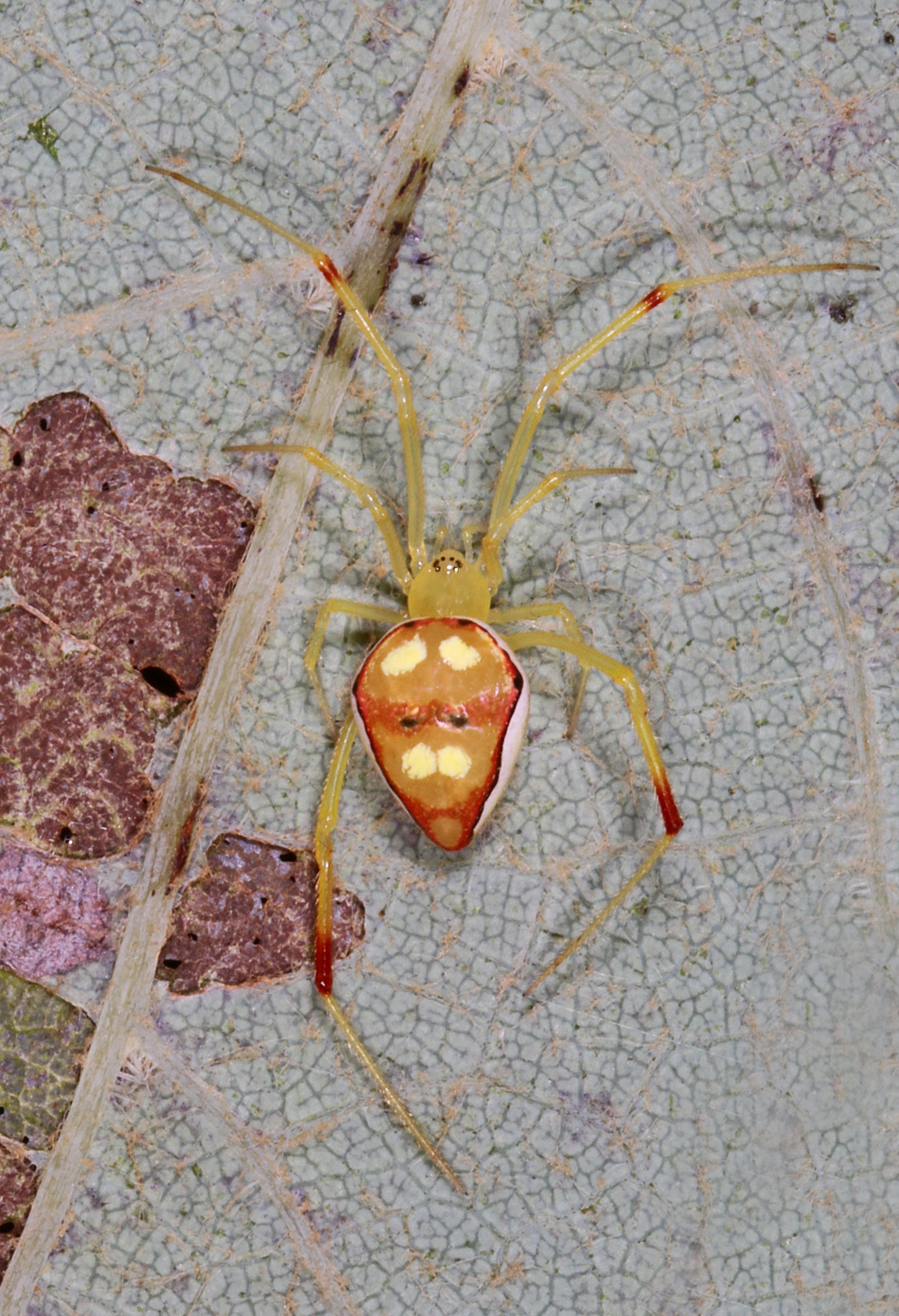
Spintharus flavidus

## Liste des espèces
Selon World Spider Catalog (version 21.0, 18/03/2020) :
- Spintharus barackobamai Agnarsson & Van Patten, 2018
- Spintharus berniesandersi Agnarsson & Sargeant, 2018
- Spintharus davidattenboroughi Agnarsson & Van Patten, 2018
- Spintharus davidbowiei Agnarsson & Chomitz, 2018
- Spintharus dayleae Sargeant & Agnarsson, 2018
- Spintharus flavidus Hentz, 1850
- Spintharus frosti Van Patten & Agnarsson, 2018
- Spintharus giraldoalayoni Agnarsson & Chomitz, 2018
- Spintharus goodbreadae Chomitz & Agnarsson, 2018
- Spintharus gracilis Keyserling, 1886
- Spintharus greerae Sargeant & Agnarsson, 2018
- Spintharus jesselaueri Sargeant & Agnarsson, 2018
- Spintharus leonardodicaprioi Van Patten & Agnarsson, 2018
- Spintharus leverger LeMay & Agnarsson, 2020
- Spintharus manrayi Chomitz & Agnarsson, 2018
- Spintharus michelleobamaae Agnarsson & Sargeant, 2018
- Spintharus rallorum Chomitz & Agnarsson, 2018
- Spintharus skelly Van Patten & Agnarsson, 2018

Selon The World Spider Catalog (version 20.5, 2020) :
- † Spintharus longisoma Wunderlich, 1988

## Publication originale
- Hentz, 1850 : Descriptions and figures of the araneides of the United States. Boston Journal of Natural History, vol. 6, p. 18-35 & 271-295.